# ウーマン ラブ ウーマン
『ウーマン ラブ ウーマン』（If These Walls Could Talk 2）は、2000年にアメリカで製作されたテレビ映画。

## 概要
中絶問題を扱った 『スリーウイメン この壁が話せたら』 (If These Walls Could Talk) の続編。3話のオムニバス形式。異なる時代に同じ家に住んだ、レズビアン・カップルのエピソードを描いている。各エピソードは、それぞれ違う監督・脚本家により製作された作品である。作品自体高い評価を受けてプライムタイム・エミー賞 作品賞 (テレビ映画部門)にノミネートされた。

## ストーリー
第1話
1961年が舞台。長年連れ添った恋人アビーを突然事故で亡くし、親族との遺産相続問題に巻き込まれる老女イーディスの話。物語中に『噂の二人』の映像が挿入されている。
第2話
1972年が舞台。ウーマン・リブの運動家の友人と共に住んでいる女子大生リンダと、男装の女性エイミーとの恋愛。
第3話
2000年が舞台。精子バンクを利用し、人工授精で子供を持とうとするフランとカルの話。

## キャスト
※括弧内は日本語吹替
第1話：1961年
- イーディス・ツリー - ヴァネッサ・レッドグレイヴ（森ひろ子）
- アビー・ヘンリー - マリアン・セルデス（巴菁子）
- テッド・ヘンリー - ポール・ジアマッティ（大川透）
- アリス・ヘンリー - エリザベス・パーキンス（相沢恵子）
- マギー・ヘンリー - マーリー・マクリーン
- マージ・カーペンター - ジェニー・オハラ
- サム - ドナルド・エルソン
- ベティ看護師 - ジル・ブレナン

第2話：1972年
- リンダ - ミシェル・ウィリアムズ（佐々木優子）
- エイミー - クロエ・セヴィニー
- ジーニー - ナターシャ・リオン
- カレン - ニア・ロング
- ミシェル - エイミー・カールソン
- ダイアン - ヘザー・マコーム
- フェミニスト - ラシダ・ジョーンズ

第3話：2000年
- フラン - シャロン・ストーン（深見梨加）
- カル - エレン・デジェネレス（塩田朋子）
- アリー - レジーナ・キング
- ドクター - キャシー・ナジミー（佐々木優子）
- アーノルド - ミッチェル・アンダーソン
- トム - ジョージ・ニューバーン